# Công ty Truyền thông Tōhoku
Công ty Truyền thông Tōhoku (東北放送株式会社 Tōhōku Hōsō Kabushiki Gaisha) (tiếng Anh: Tōhoku Broadcasting Company, viết tắt: TBC) là mạng truyền hình địa phương Nhật Bản có trụ sở tại thành phố Sendai, tỉnh Miyagi. Thành lập vào ngày 10 tháng 12 năm 1951. TBC là thành viên liên kết của mạng truyền hình Japan News Network (JNN).